# Municipio de Cotton Plant
El municipio de Cotton Plant (en inglés: Cotton Plant Township) es un municipio ubicado en el condado de Woodruff en el estado estadounidense de Arkansas. En el año 2010 tenía una población de 717 habitantes y una densidad poblacional de 6,01 personas por km².

## Geografía
El municipio de Cotton Plant se encuentra ubicado en las coordenadas 35°2′28″N 91°15′33″O / 35.04111, -91.25917. Según la Oficina del Censo de los Estados Unidos, el municipio tiene una superficie total de 119.33 km², de la cual 119.04 km² corresponden a tierra firme y (0.24%) 0.28 km² es agua.

## Demografía
Según el censo de 2010, había 717 personas residiendo en el municipio de Cotton Plant. La densidad de población era de 6,01 hab./km². De los 717 habitantes, el municipio de Cotton Plant estaba compuesto por el 27.48% blancos, el 70.29% eran afroamericanos, el 0.42% eran amerindios, el 0.28% eran asiáticos, el 0.42% eran isleños del Pacífico, el 0.28% eran de otras razas y el 0.84% pertenecían a dos o más razas. Del total de la población el 0.56% eran hispanos o latinos de cualquier raza.